# Терський Святослав Володимирович
Святослав Володимирович Терський (нар. 1962 — 8 лютого 2025) — український науковець, історик, археолог, зброєзнавець, доктор історичних наук (2011), професор.

## Життєпис
Святослав Терський народився 1962 року в сім'ї відомого українського археолога Володимира Шеломенцева-Терського. У дитячі роки був учасником батькових археологічних експедицій.
Закінчив історичні факультети Чернівецького та Львівського університетів. Під час навчання: активний учасник студентського наукового товариства, яке потім й очолив; брав участь у розкопках чернівецького археолога Бориса Тимощука.
У 1984 році почав працювати науковим працівником відділу історії первісного суспільства Львівського історичного музею. Від 1986 року під його керівництвом здійснював польові дослідження літописних міст Перемиля, Володимира, Лучеська та пам'яток княжої доби, у рамках діяльності Волинської археологічної експедиції. У 1990-х роках також досліджував Пересопницю, Чемерин та інші.
Пізніше — у Національному університеті «Львівська політехніка»: викладач (2001), доцент (2004) катедри історії України, науки і техніки; виконувач обов'язків заступника завідувача кафедри історії України з наукової роботи (2003—2011); останні роки — професор катедри історії України та етнокомунікацій.
Помер 8 лютого 2025 року.

### Наукова діяльність
У 1999 році захистив кандидатську дисертацію «Лучеськ X–XV ст.» при Інституті археології НАН України.
У 2011 році захистив докторську дисертацію «Військова інфраструктура Волинського князівства в XI–XIV ст.» при Національному університеті «Львівська політехніка».
Автор понад 300 наукових публікацій, у тому числі 9 монографій, 14 підручників та навчальних посібників.
Список монографій:
- «Олика. Історичний нарис» (2001)[3],
- «Археологія доби Галицько-Волинської держави. Здобутки Волинської археологічної експедиції Львівського історичного музею за 15 років діяльності (1986—2000)» (2002)[4],
- «Пересопниця. Краєзнавчий нарис» (2003)[5],
- «Лучеськ X–XV ст.» (2006)[6],
- Історія Луцька у 3-х томах (2007, Т. 1: Лучеськ X–XV ст.)[7],
- «Княже місто Володимир» (2010)[8],
- «Історія археологічних досліджень та історичного краєзнавства Волині» (2010)[9],
- «Археологія доби Галицько-Волинської держави» (2014)[10],
- «Археологія міста Володимира» (2020)[11].